# Guillaume Bianchi
Guillaume Bianchi (Roma, 30 de julho de 1997) é um esgrimista italiano.

## Carreira
Nascido em Roma, ele atualmente mora em Frascati, onde treina na Frascati Scherma. Ele está estudando na Universidade Sapienza de Roma. Como júnior, ele ganhou a medalha de bronze individual no Campeonato Mundial de Esgrima Júnior e Cadete de 2017. Ele competiu na Copa do Mundo de Esgrima de 2017–18.
Nos Jogos Olímpicos de Verão de 2024, em Paris, conquistou a medalha de prata na disputa de florete por equipes ao lado de Filippo Macchi, Tommaso Marini e Alessio Foconi.